# 10538 Overture
Singles de Electric Light Orchestra
Roll Over Beethoven
(1973)
Pistes de The Electric Light Orchestra
Look at Me Now
10538 Overture est une chanson d'Electric Light Orchestra, parue en 1971 sur l'album The Electric Light Orchestra. Elle est également parue en 45-tours l'année suivante (le premier du groupe), avec First Movement (Jumping Biz) en face B. Ce 45-tours se classa 9e au Royaume-Uni.

## Cinéma
En 2013, la chanson apparait dans le film American Bluff de David O. Russell.

## Classement
| Classement                     | Meilleure position |
| ------------------------------ | ------------------ |
| Pays-Bas (Nederlandse Top 40)  | 24 (tip)           |
| Royaume-Uni (UK Singles Chart) | 9                  |
| France (SNEP)                  | 5                  |